# Out of Time
Out of Time är ett album utgivet av R.E.M. i mars 1991.
Om de inte redan var kända innan var det med skivan Out of Time som bandet absolut hamnade på alla läppar och då först och främst med superhitten "Losing My Religion". Även "Shiny Happy People", med bakgrundssång av Kate Pierson, blev en hit. Albumet nådde förstaplatsen på albumlistan i både USA och Storbritannien.
På låten "Radio Song" medverkar rapparen KRS-One.

## Låtlista
Samtliga låtar skrivna av Bill Berry, Peter Buck, Mike Mills och Michael Stipe.
1. "Radio Song" - 4:15
2. "Losing My Religion" - 4:28
3. "Low" - 4:56
4. "Near Wild Heaven" - 3:19
5. "Endgame" - 3:50
6. "Shiny Happy People" - 3:46
7. "Belong" - 4:06
8. "Half a World Away" - 3:28
9. "Texarkana" - 3:40
10. "Country Feedback" - 4:09
11. "Me in Honey" - 4:06